# Sweet Female Attitude
Sweet Female Attitude (kurz Sweet FA) ist ein britisches 2-Step-Duo aus Manchester. 

## Werdegang
Leanne Brown und Catherine Cassidy hatten 1999 mit dem Titel Flowers einen Clubhit in England, der es im Jahr darauf auch in den Verkaufscharts bis auf Platz 2 brachte. Auch international waren sie mit dem Lied im neu aufgekommenen 2-Step-Stil erfolgreich. Mit dem Nachfolger 8 Days a Week verpassten sie in England nur knapp die Top 40.
Nach einer Schwangerschaftszwangspause von Leanne flaute allerdings das Interesse an ihnen ab und ein Album und eine weitere Single floppten Ende 2001.
In den folgenden Jahren kümmerten sich die beiden um ihr Privatleben, blieben aber dem Musikgeschäft treu. Sie arbeiteten als Songwriter und in verschiedenen Projekten. 2008 traten sie wieder verstärkt als Sweet Female Attitude auf und produzierten neue Songs. Im April 2008 kehrte auch ihr Hit Flowers für eine Woche unter die Top 75 in Großbritannien zurück.

## Diskografie
Alben
- In Person (2001)

Singles
- Flowers (2000)
- 8 Days a Week (2000)
- Don't Tell Me (2001)
- So Dam Crazy (2008)